# Sukabumi
Sukabumi è una città (kota) dell'Indonesia, nella provincia di Giava Occidentale.